# Llac Nasser

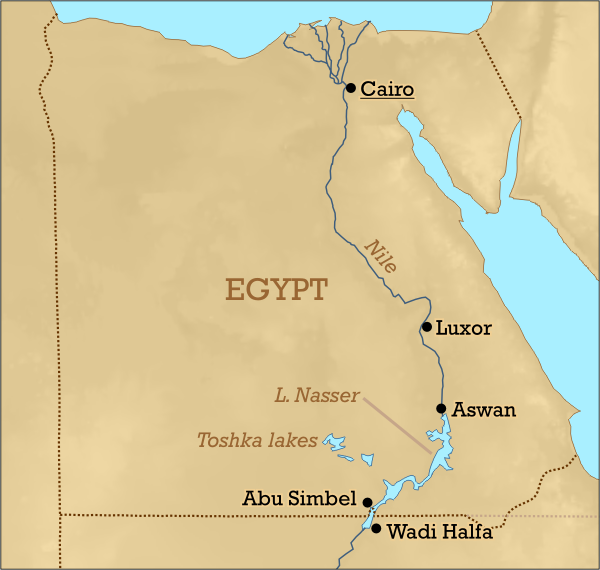
Mapa de situació del llac Nasser

El llac Nasser (àrab: بحيرة ناصر, buḥayrat Nāṣir) és el gran pantà format per l'aigua del Nil embassada per la presa d'Assuan al sud d'Egipte i al nord del Sudan. Ocupa una superfície de 5.250 km² i pot encabir fins a 157 km³ d'aigua.
Va començar a omplir-se en els anys seixanta del segle xx i va assolir el seu nivell actual als setanta.
El nom li fou donat en honor del president egipci Gamal Abdel Nasser.
Arran de la construcció de l'embassament, s'hagueren de traslladar pedra per pedra, fins a un nivell més alt, diversos emplaçaments arqueològics nubians, com ara el d'Abu Simbel. La ciutat portuària sudanesa de Wadi Halfa va quedar també sota les aigües del pantà i va caldre construir-ne una de nova a la seva vora. Pel que fa a la comunitat nubiana d'Egipte resident a l'alta vall del Nil, que incloïa uns quants centenars de milers de persones, veié desaparèixer els seus pobles i fou obligada a mudar-se de lloc.

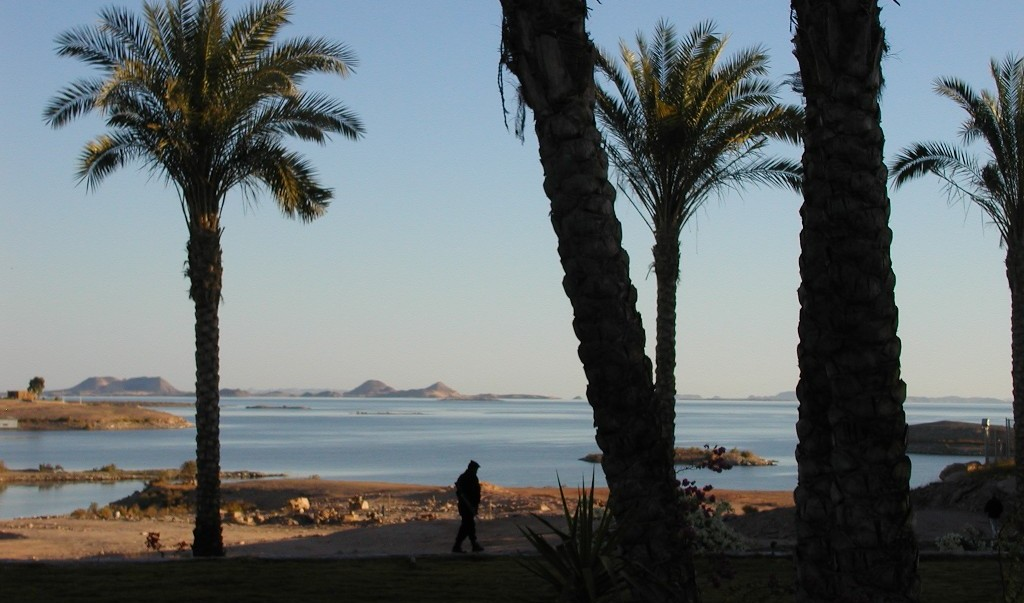
El llac vist des d'Abu Simbel

La crescuda del nivell del llac a la dècada del 1990 va propiciar el naixement dels llacs de Toshka el 1998, amb l'aigua que va anar a parar cap a l'oest, en ple desert del Sàhara.
Hi ha un servei de transbordadors per a passatgers i vehicles entre les poblacions d'Assuan i Wadi Halfa, des d'on surt el ferrocarril cap a Khartum, la capital del Sudan. Com que és prohibit travessar la frontera egipciosudanesa per terra, i de tota manera no hi ha cap carretera que uneixi tots dos països, aquests transbordadors són l'única alternativa a l'avió, i de fet són el mitjà d'enllaç de la carretera transafricana entre el Caire i la Ciutat del Cap, que queda tallada en aquest tram del Nil.